# Jardin Torrigiani
Le jardin Torrigiani est situé à Florence entre la via dei Serragli, la via del Campuccio et le tronçon de fortifications qui longe la viale Francesco Petrarca. C'est un grand parc à l'anglaise avec un bâtiment appelé Casino Torrigiani al Campuccio.

## Histoire
C'est l'un des rares grands espaces verts qui subsistent encore à l'intérieur des murs, dans un état de conservation optimal et un exemple typique du style romantique qui a marqué les jardins au début du XIXe siècle. Déjà au XVIe siècle, il existait une propriété Torrigiani dans la zone appelée « il Campuccio ». À la fin du XVIIIe siècle, avec l'extinction de la famille, l'héritage du cardinal Luigi Maria Torregiani passe à l'arrière-petit-fils Pietro Guadagni qui prend alors le nom de son oncle et la construction du jardin commence sur la petite propriété de Campuccio. Entre 1802 et 1817, avec des achats successifs, le nouveau marquis Torrigiani agrandit la propriété, qui s'étendait de la via del Campuccio à la via dei Serragli, jusqu'à l'actuelle Piazza Tasso, atteignant une superficie d'environ dix hectares.
La tâche de concevoir le jardin grandiose fut confiée à Luigi de Cambray Digny (1813-1814), auquel succéda le jeune Gaetano Baccani. C'est ainsi que le parc à l'anglaise a été créé, plein de suggestions liées au monde d'Arcadie et surtout à la symbolique de la franc-maçonnerie, dont faisait partie le marquis Pietro Torrigiani.
La présence des murs arnolfiens a servi à animer le projet, qui se caractérisait par une richesse de petits bâtiments, de statues et de particularités botaniques, au point de mériter, peu après sa création, un « guide du visiteur ». Le guide citait plus de trente points d'intérêt, dont l'hypogée souterrain, la grotte de Merlin, le carrousel intérieur, le jardin d'agrumes et de fleurs, la cavalerie,  l'Arcadie, l'ermitage, le gymnase, la grande tour,  la volière,  l'abri à citrons, le ruisseau avec le magnifique pont.
Toujours à la fin du XIXe siècle, sur la grande pelouse du jardin Torrigiani, des séances d'entraînement ont eu lieu et des matchs de football privés ont été joués entre des représentants de l'aristocratie florentine et des familles anglaises qui s'étaient installées à Florence au XIXe siècle. En effet, grâce à Pietro Torrigiani, le Florence Football Club a été fondé, le plus ancien club de football de Florence, dont le premier président était le maire de Florence de l'époque, figure de proue de la politique florentine. Aujourd'hui, le jardin n'est pas si riche en œuvres d'art, mais l'environnement est resté bien conservé et il est l'un des jardins anglais les plus importants de Florence.

## Description

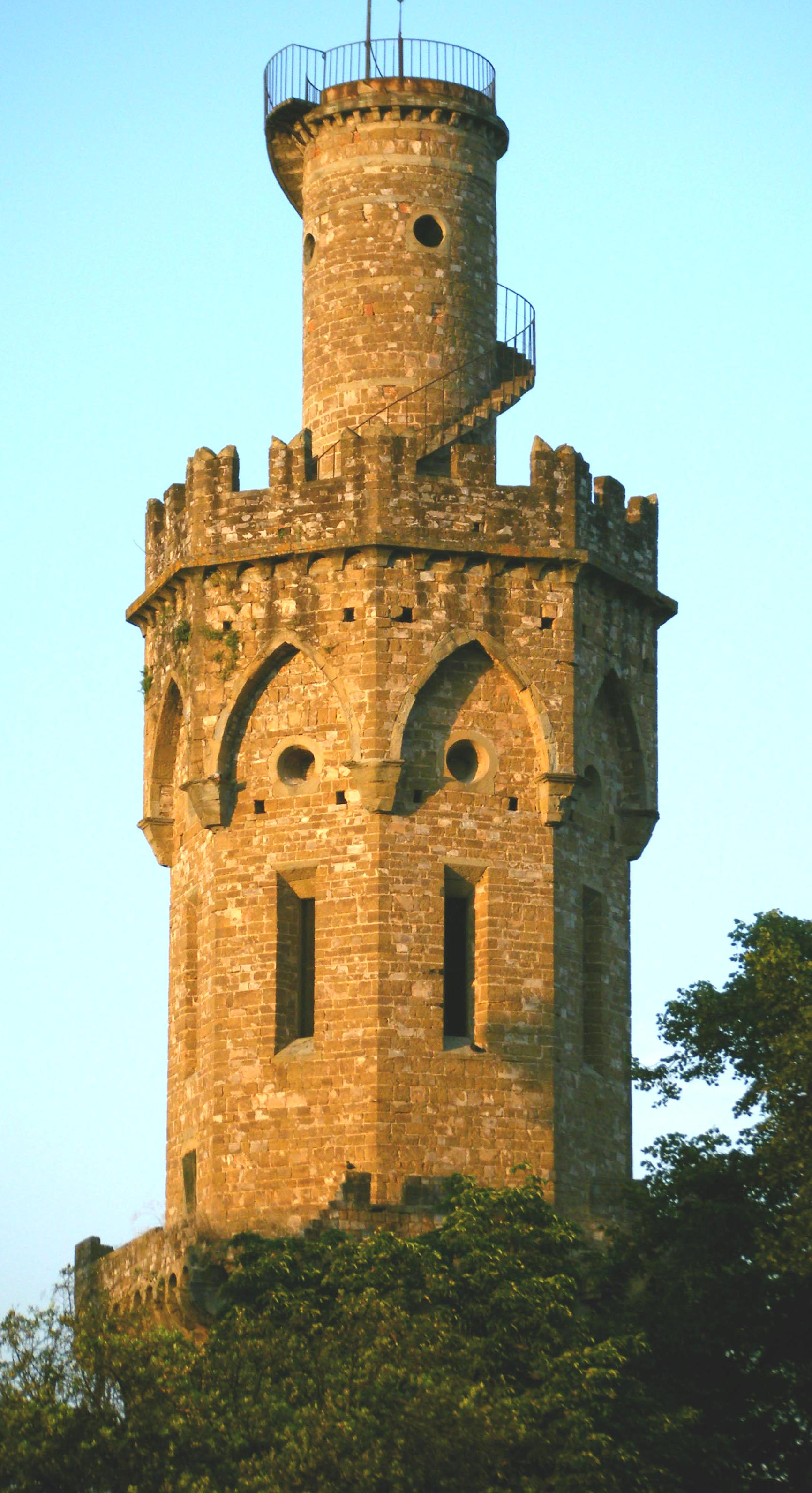
Il Torrino photographié de Viale Petrarca, au-delà des murs.

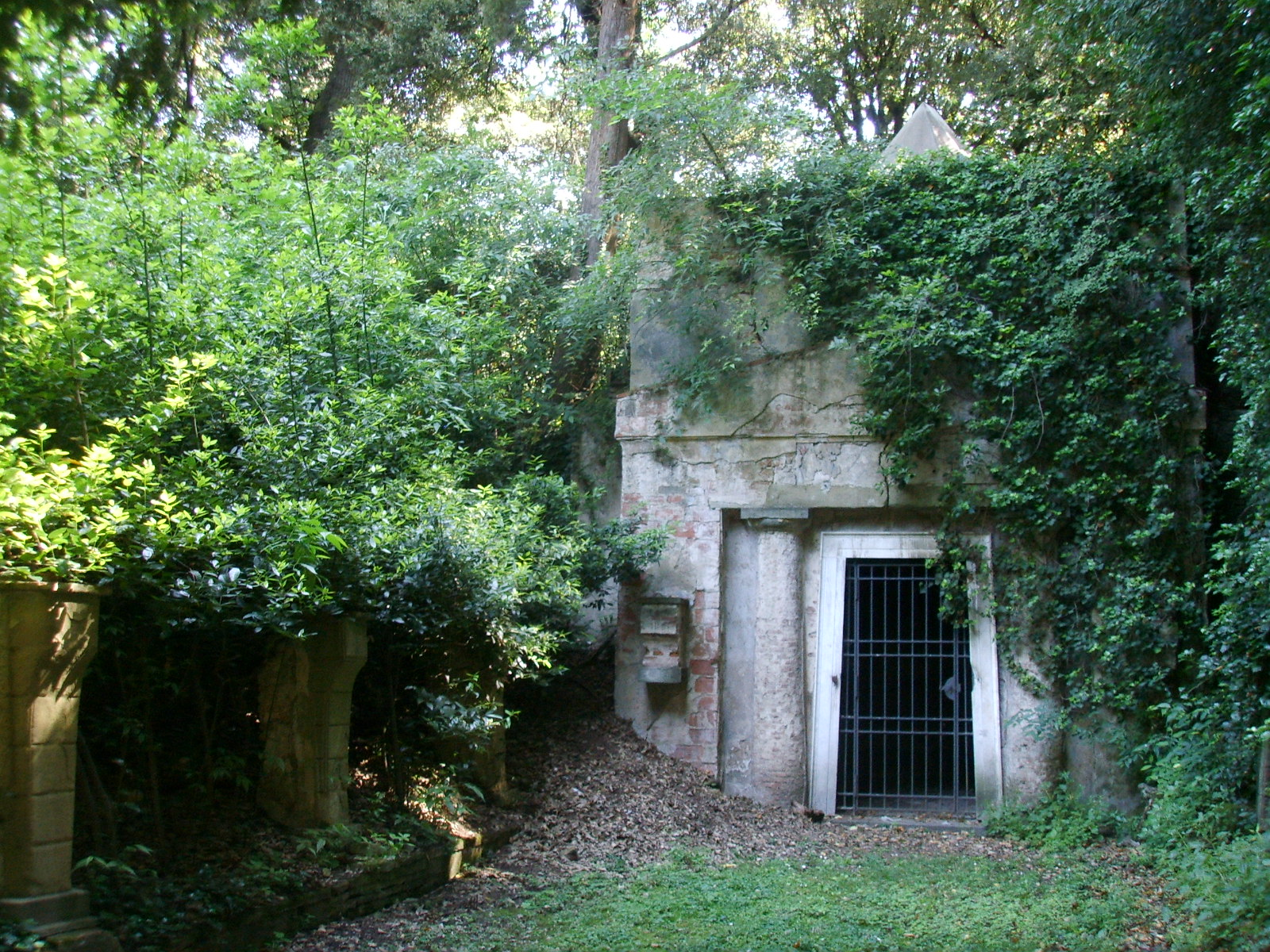
L'« ossuaire ».

### La tour

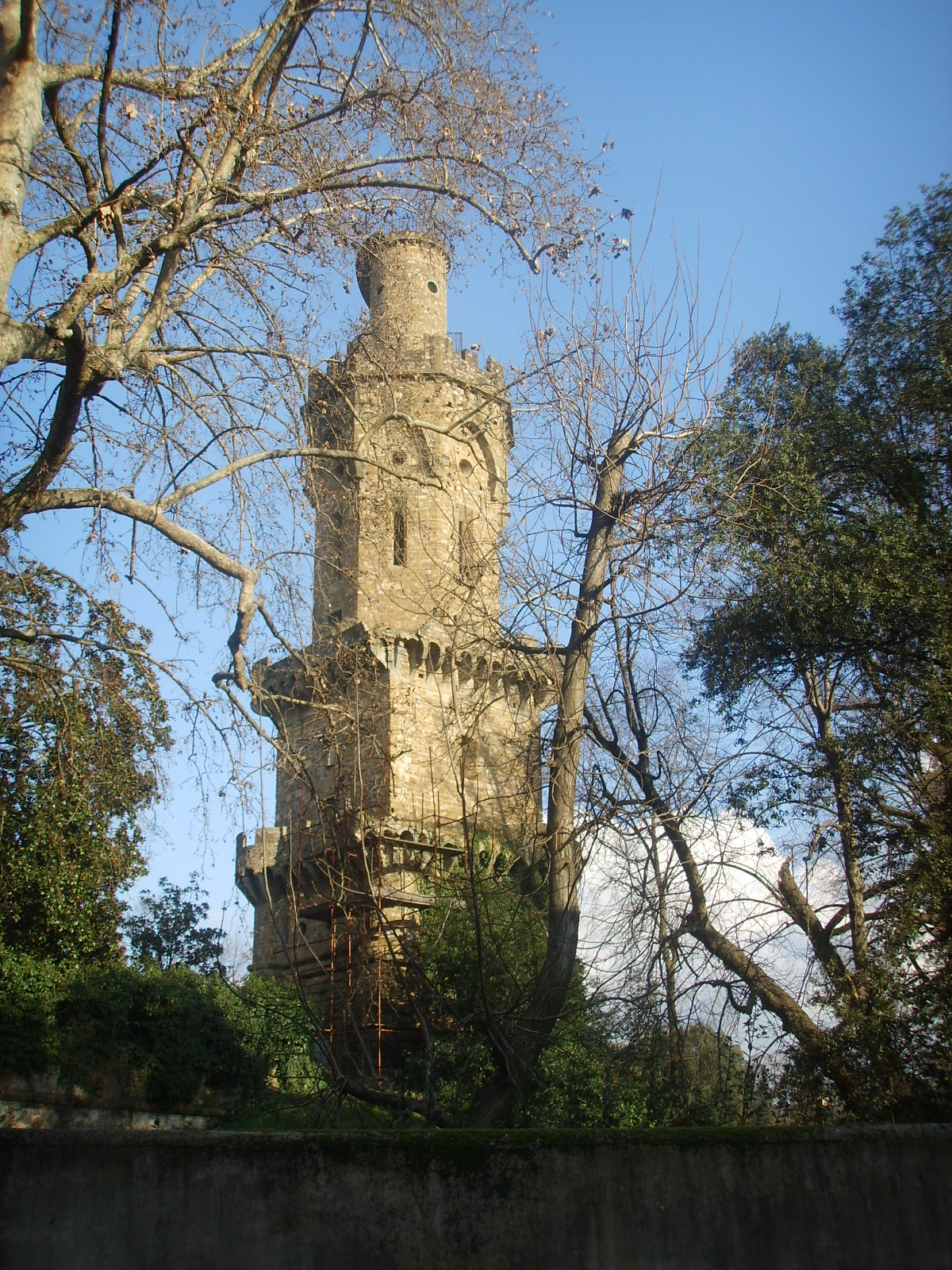
Le Torrino du Jardin Torrigiani.

Elle a été construite par Gaetano Baccani en 1824 sur une hauteur de quarante mètres, mais le fait d'être sur une colline artificielle augmente son impact visuel.
La tour fait d'abord allusion aux Torrigiani, dont les armoiries comportaient une petite tour surmontée de trois étoiles. De plus, ses trois niveaux font allusion aux trois degrés du processus d'initiation du monde profane à celui initiatique de la franc-maçonnerie.
Dans la pratique, elle était utilisée comme observatoire astronomique et ses étages abritaient une bibliothèque, une collection d'instruments astronomiques, d'armes, et au sommet une terrasse découverte pour observer le ciel.

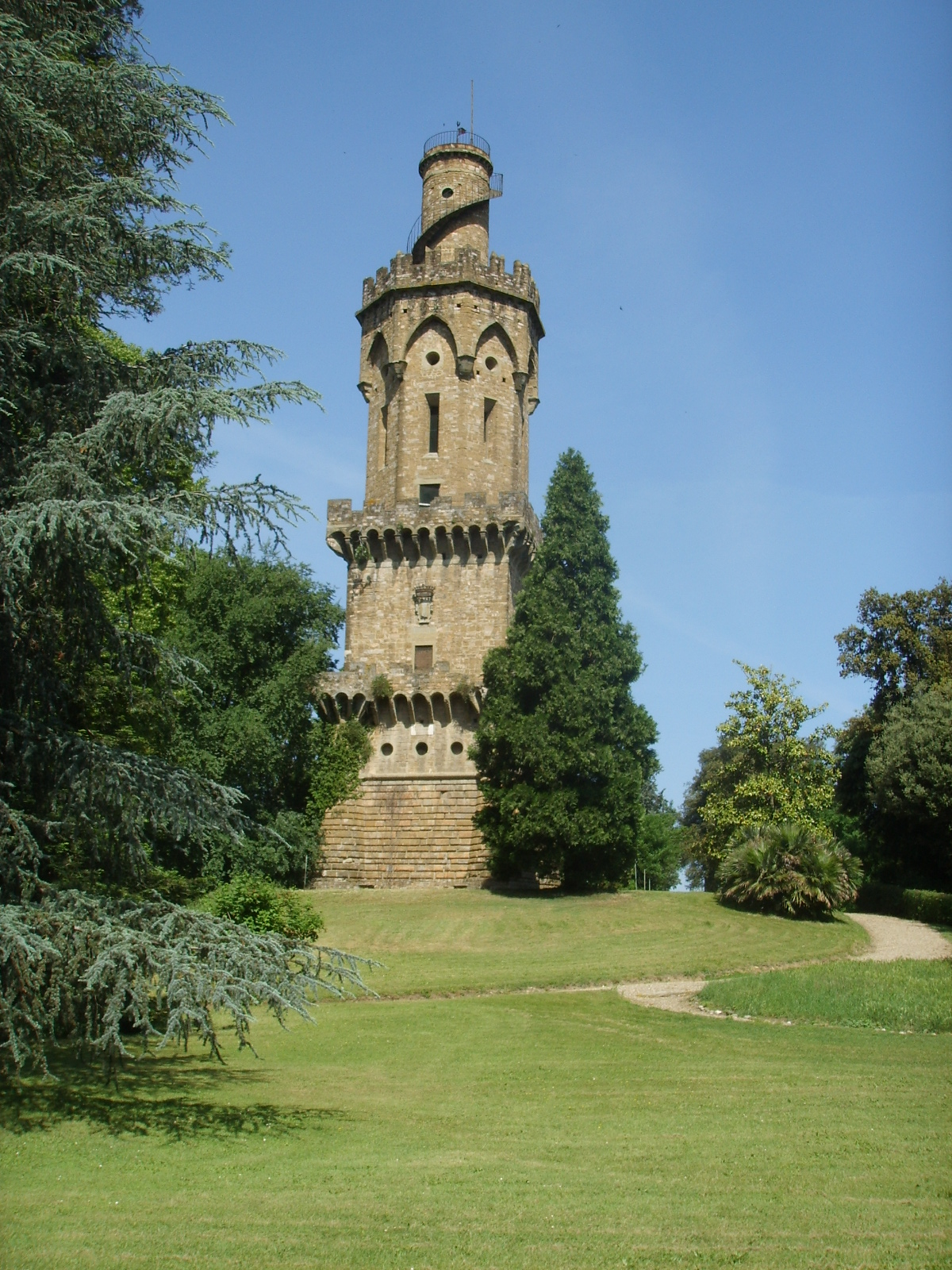
Le torrino.
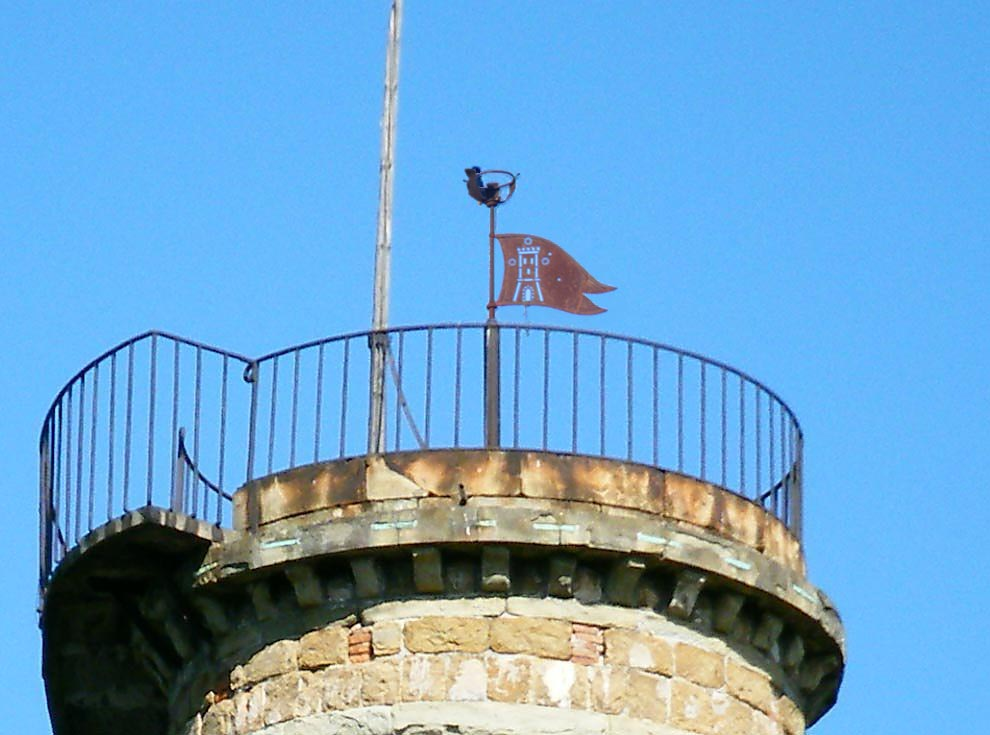
Girouette au sommet de la tour. Au-dessus, l'emblème de la famille Torrigiani est visible.

### Sculptures
Parmi les sculptures présentes dans le jardin se trouvent l'œuvre baroque de Baratta, le groupe de marbre représentant un Taureau tué par un lion, la statue d'Osiris jouxtant l'entrée de la via dei Serragli, la colonne de marbre dédiée au grand botaniste Pier Antonio Micheli qui travailla assidûment dans ce domaine au début des années  1700, les statues de Janus et d'Esculape.

## Essences arboricoles et végétales
L'histoire de ce jardin est importante non seulement d'un point de vue architectural, mais aussi d'un point de vue botanique, comme en témoigne la présence d'anciennes et nouvelles serres, de citronniers, de tepidariums, ainsi que d'un grand nombre de plantes.
En 1839, un inventaire des essences fut dressé par A. Pucci qui montra qu'il y avait 5 500 plantes en pot (ananas, camélias, rhododendrons, agrumes, etc.) et plus de 13 000 plantes en terre dont des arbres fruitiers, des magnolias, des pins et cyprès.